# Фриц Гьорделер
Фриц Гьорделер (на немски: Fritz Goerdeler) е германски юрист и борец от съпротивата, участвал в опита за убийство на фюрера Адолф Хитлер от 20 юли 1944 г. По-малък брат е на Карл Фридрих Гьорделер.

## Биография
Гьорделер е роден в Шнайдемюл (днес Пила, Полша) и израства в Мариенвердер, където баща му заема длъжността съдия в местния съд през 1890 г. Гьорделер изучава право и работи като адвокат. Женен е и има три дъщери и син. През 1920 г. става кмет на Мариенвердер и е преизбран през 1932 г., но е принуден да напусне тази длъжност през 1933 г., след като отказва да се присъедини към нацистката партия.
Гьорделер става общински съветник в Кьонигсберг през 1934 г. до 1944 г. и се присъединява към германското съпротивително движение срещу нацистите. Той има близък контакт с военната съпротива, особено в Източна Прусия.
Гьорделер е изпратен в затвора след неуспешния заговор от 20 юли и е осъден на смърт от Народна съдебна палата на 23 февруари 1945 г. Той е обесен в затвора Пльоцензе на 1 март 1945 г.